# Журавлёв, Геннадий Александрович
Геннадий Александрович Журавлёв (4 [17] ноября 1914, Князь-Елга, Уфимская губерния — 27 декабря 1979, Курган) — второй секретарь Курганского областного комитета КПСС в 1955—1962 гг., директор Курганского автобусного завода в 1961—1974 гг., депутат Верховного Совета РСФСР V созыва. Участник в Советско-японской войны, старший лейтенант.

## Биография
Геннадий Журавлёв родился 4 (17) ноября 1914 года в деревне Князь-Елга Илишевской волости Бирского уезда, Уфимской губернии, ныне деревня входит в Аккузевский сельсовет Илишевского района Республики Башкортостан.
С 1932 года работал слесарем на хлебозаводе станции Бакал Челябинской области, затем работал слесарем-электриком на руднике.
После окончания Курганской технической школы работал помощником машиниста и машинистом депо станции Курган Южно-Уральской железной дороги.
В 1938 году призван Курганским райвоенкоматом в Рабоче-крестьянскую Красную Армию. В 1938—1955 гг. — комсомольская, партийная работа в рядах Советской армии: ответственный секретарь полкового бюро ВЛКСМ, политрук роты, ответственный секретарь партбюро, помощник начальника политотдела бригады по комсомолу, инструктор по организационно-партийной работе политотдела бригады и железнодорожных войск Забайкальского фронта. Участвовал в Советско-японской войне, старший лейтенант.
В 1940 году вступил в ВКП(б), c 1952 года партия переименована в КПСС.
В 1953 году окончил заочное отделение Высшей партийной школы при ЦК КПСС.
В мае 1954 года избран секретарём и членом бюро Курганского областного комитета КПСС.
В апреле 1955 года избран вторым секретарём Курганского областного комитета КПСС. Его предшественником на этом посту был Дмитрий Карпович Мрыхин, а преемником стал Николай Николаевич Брызин.
В 1961—1975 гг. — директор Курганского автобусного завода, его предшественник — первый директор КАвЗа Виктор Павлович Клинский. В 1973 году завод награждён Почётным дипломом международной выставки «Автосервис-73».
12 февраля 1975 года коллектив завода проводил на пенсию своего директора Г. А. Журавлёва. Новым директором назначен Анатолий Александрович Гришков, до этого работавший главным инженером КАвЗа.
Внёс вклад в развитие машиностроительных отраслей в Курганской области. Один из инициаторов организации на временных площадях оборонного предприятия автобусного производства. Организовал выделение автобусного производства, строительство и развитие самостоятельного, единственного за Уралом завода с объемом годового выпуска до 20 тысяч автобусов, создал квалифицированный коллектив автобусостроителей, организовал проектирование новых моделей и их внедрение. Наладил ускоренное проектирование и строительство промышленных корпусов, наращивание технологических мощностей, увеличение объемов выпуска продукции, развил строительство объектов социальной структуры завода и г. Кургана, в том числе горбольницы № 1, автомагистрального путепровода через железную дорогу, детских и др. учреждений.
Геннадий Александрович избирался:
- Делегатом XXII съезда КПСС.
- Депутатом Верховного Совета РСФСР V созыва, 1959 год, Далматовский округ.
- Депутатом Курганского областного Совета депутатов трудящихся.

Геннадий Александрович Журавлёв умер 27 декабря 1979 года в городе Кургане. Похоронен на Новом Рябковском кладбище города Кургана Курганской области.

## Награды
- Орден Октябрьской Революции, 1971 год
- Орден Трудового Красного Знамени, трижды — 1957 год, 1964 год, 1968 год
- Медаль «За боевые заслуги», 5 октября 1945 года[2]
- Знак «Почётный железнодорожник»[3]